# Cheilotrichia (Empeda) luteivena
Cheilotrichia (Empeda) luteivena is een tweevleugelige uit de familie steltmuggen (Limoniidae). De soort komt voor in het Neotropisch gebied.